# 越旅航空
越旅航空是越南的一間航空公司，該公司是由阮国祺創設的，是越南的第六家航空，第三家私營航空公司，2020年12月中開始運營，1個月內以開闢6條國內航線。經營由順化及河內出發的國內線以及亞洲區域國際線。

## 历史
2020年10月29日自越南交通部取得營運許可。
2020年12月1日正式首航。

## 航點
越旅航空的目標是建立国内和东亚航線，含越南冷門航點、亞洲地區。

### 國內線
- 河內 ─ 內排國際機場 (樞紐)
- 胡志明市 ─ 新山一國際機場 (樞紐)
- 峴港 ─ 峴港國際機場 (樞紐)
- 芽莊 ─ 金蘭國際機場
- 順化 ─ 富牌國際機場
- 歸仁 ─ 符吉機場
- 富國島 ─ 富國國際機場

### 國際線
| 國家/地區 | 航點 | 機場         | 出發地               | IATA | ICAO | 航班號                     | 每週班次                | 備註               |
| --------- | ---- | ------------ | -------------------- | ---- | ---- | -------------------------- | ----------------------- | ------------------ |
| 臺灣      | 台北 | 桃園國際機場 | 富國                 | TPE  | RCTP | 富國：VU1182/1183          | 3（逢二、四、六）       |                    |
| 臺灣      | 台中 | 台中國際機場 | 峴港、順化           | RMQ  | RCMQ | 峴港： 順化：              | 2（逢三、七） 1（逢五） | 預計開航峴港、順化 |
| 臺灣      | 高雄 | 高雄國際機場 | 胡志明市、河內、富國 | KHH  | RCKH | 胡志明市： 河內： 富國島： |                         |                    |
| 泰國      | 曼谷 | 蘇凡納布機場 | 胡志明市、河內       | BKK  | VTBS | 胡志明市： 河內：          |                         |                    |
| 澳門      | 澳門 | 澳門國際機場 | 峴港、芽莊           | MFM  | VMMC |                            |                         | 包機航線           |

- 臺北-臺灣桃園國際機場 ─ 富國島-富國國際機場，2024年8月1日起，每周2、4、6飛行
- 臺北-臺灣桃園國際機場 ─ 胡志明-新山一國際機場，預計開通
- 臺北-臺灣桃園國際機場 ─ 河內-內排國際機場，預計開通
- 臺北-臺灣桃園國際機場 ─ 峴港-峴港國際機場，預計開通[7]

- 臺中-臺中國際機場 ─ 峴港-峴港國際機場，預計開通
- 臺中-臺中國際機場 ─ 順化-富牌國際機場，預計開通
- 臺中-臺中國際機場 ─ 富國島-富國國際機場，預計開通[8]

- 高雄-高雄國際機場 ─ 胡志明市-新山一國際機場，預計開通
- 高雄-高雄國際機場 ─ 河內-內排國際機場，預計開通
- 高雄-高雄國際機場 ─ 富國島-富國國際機場，預計開通

## 機隊

### 現役機隊
截至2024年6月，機隊平均機齡約9.4年，機種詳細資料如下：